# Чорна риба-янгол
Чорна риба-янгол (Pomacanthus) — рід морських риб-ангелів що зазвичай зустрічаються на рифах та коралах. Найяскравіше забарвлені види зустрічаються біля узбережжя Мальдів, Шрі-Ланки, Малайзії.

## Види
- Pomacanthus annularis (Bloch, 1787).
- Pomacanthus arcuatus (Linnaeus, 1758).
- Pomacanthus asfur (Forsskål, 1775).
- Pomacanthus chrysurus (Cuvier, 1831).
- Pomacanthus imperator (Bloch, 1787).
- Pomacanthus maculosus (Forsskål, 1775).
- Pomacanthus navarchus (Cuvier, 1831).
- Pomacanthus paru (Bloch, 1787).
- Pomacanthus rhomboides (Gilchrist & Thompson, 1908).
- Pomacanthus semicirculatus (Cuvier, 1831).
- Pomacanthus sexstriatus (Cuvier, 1831).
- Pomacanthus xanthometopon (Bleeker, 1853).
- Pomacanthus zonipectus (Gill, 1862).

## Галерея

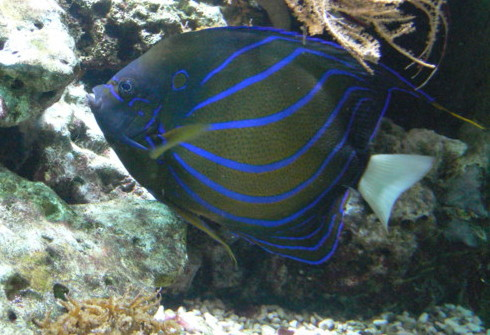
Pomacanthus annularis
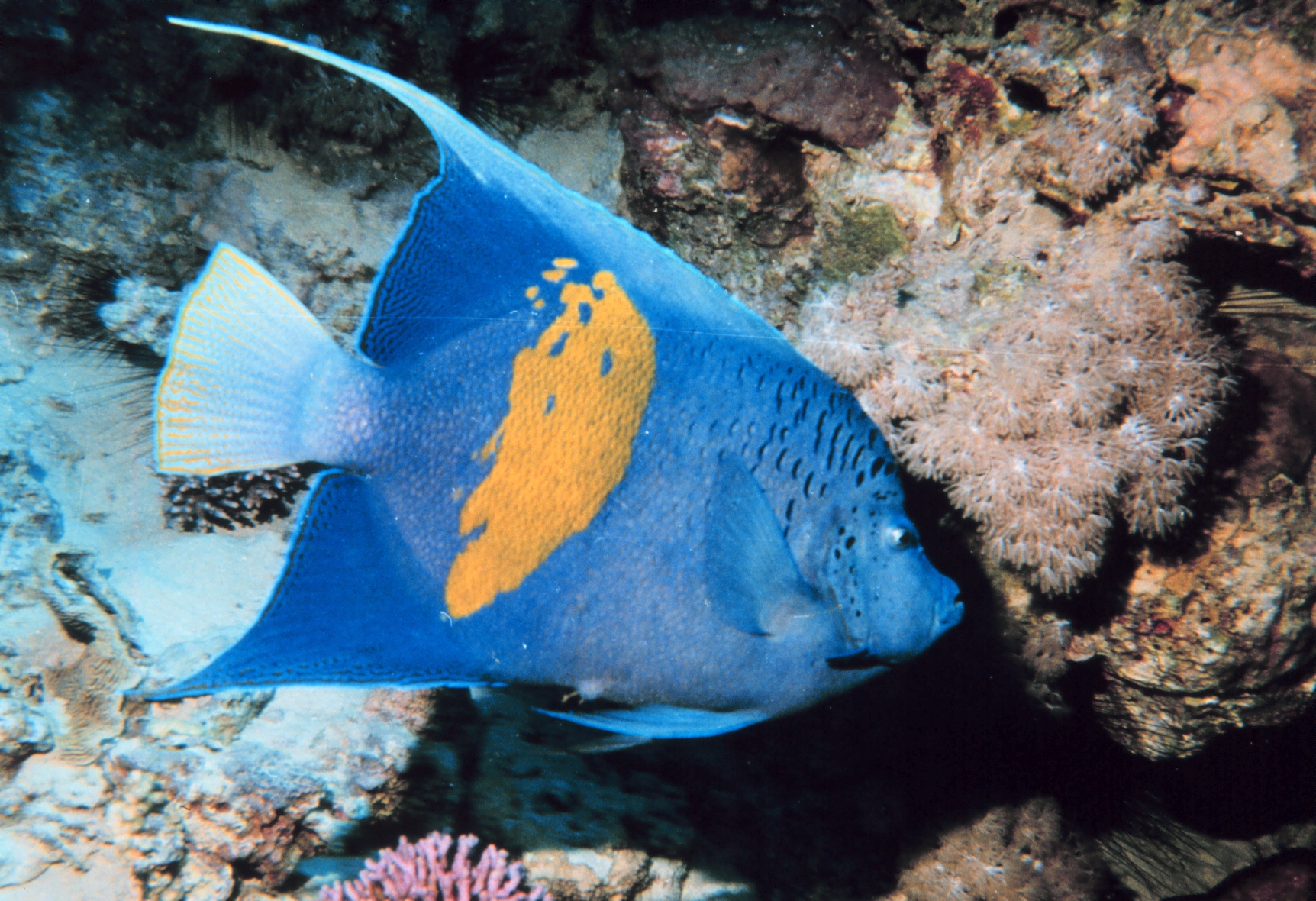
Pomacanthus maculosus
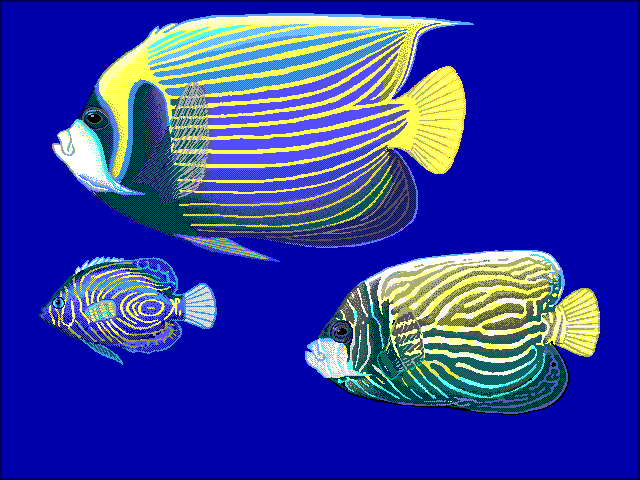
Pomacanthus imperator
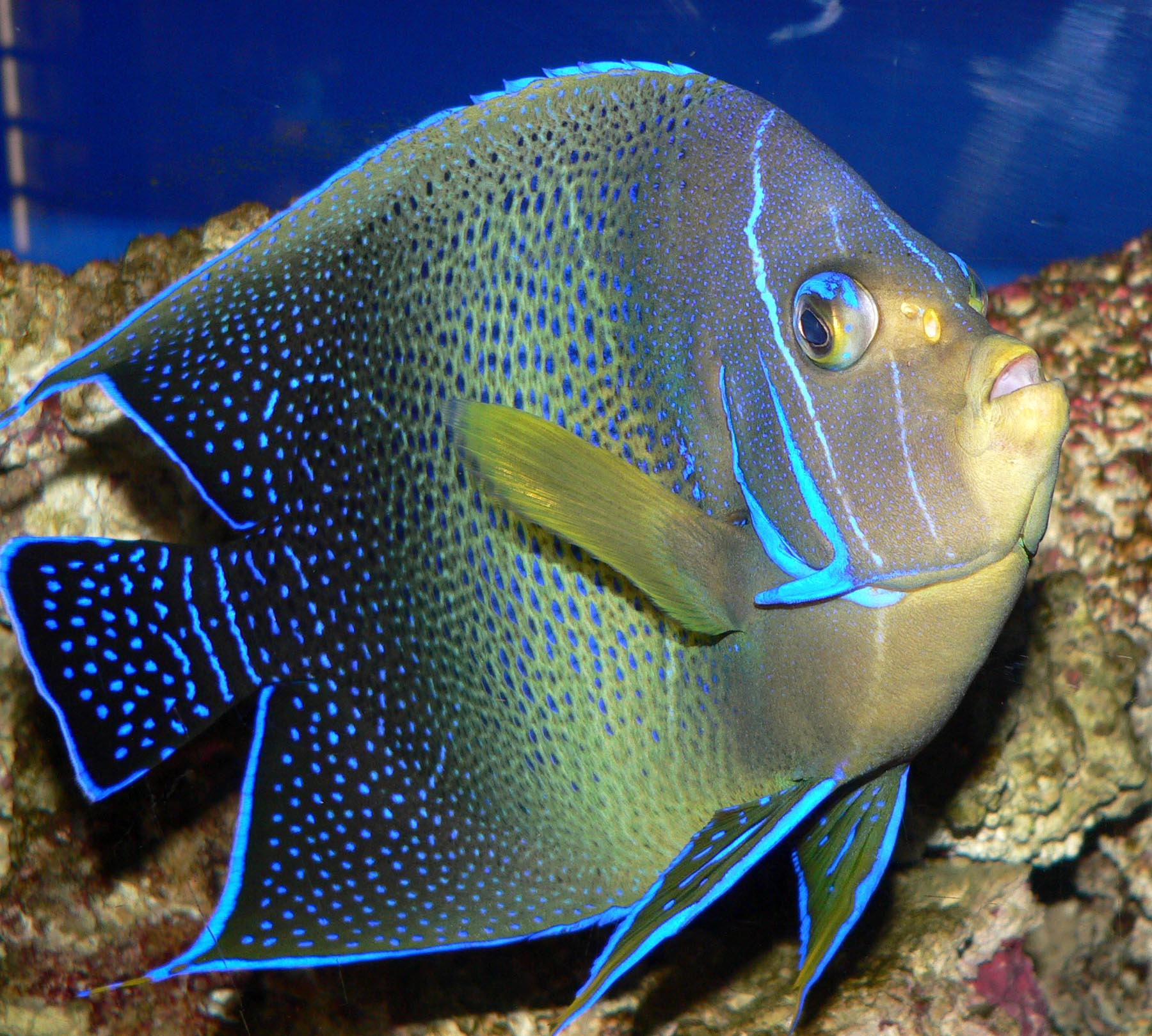
Pomacanthus semicirculatus
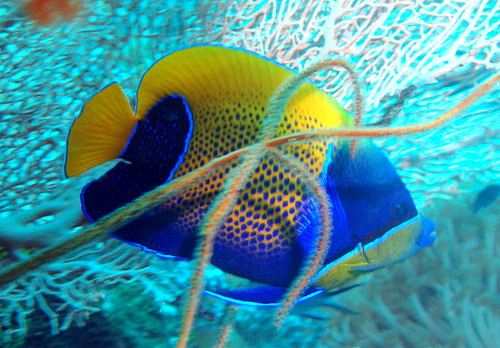
Pomacanthus navarchus